# Église Saint-Constantin-et-Sainte-Hélène de Lađevci
Pour les articles homonymes, voir Église Saint-Constantin-et-Sainte-Hélène.
L'église Saint-Constantin-et-Sainte-Hélène de Lađevci (en serbe cyrillique : Храм Светог цара Константина и царице Јелене ; en serbe latin : Hram Svetog cara Konstantina i carice Jelene) est située en Bosnie-Herzégovine, sur le territoire du village de Lađevci et dans la municipalité de Čelinac.